# دونالد ماثيوز
دونالد ماثيوز (بالإنجليزية: Donald Matthews)‏ هو مربي وعالم سياسة أمريكي، ولد في 14 سبتمبر 1925 في سينسيناتي في الولايات المتحدة، وتوفي في 3 نوفمبر 2007 في سياتل في الولايات المتحدة.